# Епархия Бонгайгаона
Епархия Бонгайгаона (лат. Dioecesis Bongaigaonensis) — епархия Римско-Католической церкви c центром в городе Бонгайгаон, Индия. Епархия Бонгайгаона входит в митрополию Гувахати. Кафедральным собором епархии Бонгайгаона является Собор Христа, Свет Мира.

## История
10 мая 2000 года Римский папа Иоанн Павел II выпустил буллу Ultra flumen Brahmaputra, которой учредил епархию Бонгайгаона, выделив её из архиепархии Гувахати.

## Ординарии епархии
- епископ Томас Пуллоппиллил (10.05.2000 — по настоящее время).

## Источник
- Annuario Pontificio, Libreria Editrice Vaticana, Città del Vaticano, 2003, ISBN 88-209-7422-3
- Булла Ultra flumen Brahmaputra  (лат.)